# Liste des chapitres de Reborn!
Cet article présente la liste des volumes et des chapitres du manga Reborn!. Il contient la liste des volumes du manga parus en presse du tome 1 au tome 42, avec les chapitres qu’ils contiennent.

## Liste des volumes

### Tomes 1 à 10
| no | Japonais         | Japonais          | Français          | Français          |
| no | Date de sortie   | ISBN              | Date de sortie    | ISBN              |
| --- | ---------------- | ----------------- | ----------------- | ----------------- |
| 1 | 4 octobre 2004   | 978-4-08-873691-4 | 13 septembre 2006 | 978-2-7234-5586-2 |
| Titre du volume : Reborn débarque ! Couverture : RebornListe des chapitres : - Cible 001 : Un drôle de bonhomme venu d'Italie - Cible 002 : Sans compter sur la Dernière Volonté - Cible 003 : Hayato Gokudera - Cible 004 : La crise : Viré de l'école ! - Cible 005 : Takeshi Yamamoto - Cible 006 : La Roulette Russe - Cible 007 : Lambo, le pleurnichard |                  |                   |                   |                   |
| 2 | 27 décembre 2004 | 978-4-08-873760-7 | 8 novembre 2006   | 978-2-7234-5587-9 |
| Titre du volume : Ils débarquent en masse ! Couverture : Reborn, Tsuna Sawada, Gokudera HayatoListe des chapitres : - Cible 008 : Examen d'entrée dans le clan - Cible 009 : Bianchi - Cible 010 : Poison Cooking II, le retour - Cible 011 : Haru Miura - Cible 012 : Question 7 - Cible 013 : Shôichi Irie - Cible 014 : Ryôhei Sasagawa - Cible 015 : Le Docteur Shamal - Cible 016 : Kyôya Hibari                                                                                    |                  |                   |                   |                   |
| 3 | 4 mars 2005      | 978-4-08-873784-3 | 14 février 2007   | 978-2-7234-5760-6 |
| Titre du volume : Léger débarquement ! Couverture : Reborn, Tsuna Sawada, Yamamoto TakeshiListe des chapitres : - Cible 017 : L'épreuve du poteau (Partie 1) - Cible 018 : L'épreuve du poteau (Partie 2) - Cible 019 : Premier meurtre - Cible 020 : Grivèlerie - Cible 021 : Recherche Baby-sitter désespérément - Cible 022 : L'anniversaire - Cible 023 : I-Pin - Cible 024 : I-Pin contre Lambo - Cible 025 : Kyôko contre Haru                                                     |                  |                   |                   |                   |
| 4 | 2 mai 2005       | 978-4-08-873810-9 | 4 avril 2007      | 978-2-7234-5761-3 |
| Titre du volume : Le Cheval Ailé débarque ! Couverture : Lambo adulteListe des chapitres : - Cible 026 : Les trois frangins du crime - Cible 027 : Dino, le Cheval Ailé - Cible 028 : Dino, le retour - Cible 029 : Tous à l'hosto ! - Cible 030 : Lost ! Ils sont perdus - Cible 031 : Le nouvel an - Cible 032 : Programme Gokudera - Cible 033 : Opération portes ouvertes |                  |                   |                   |                   |
| 5 | 4 juillet 2005   | 978-4-08-873832-1 | 6 juin 2007       | 978-2-7234-5762-0 |
| Titre du volume : Le Petit Prince débarque ! Couverture : Reborn, Hibari KyoyaListe des chapitres : - Cible 034 : Fûta, le Petit Prince des étoiles - Cible 035 : Fûta, le retour - Cible 036 : La Saint-Valentin - Cible 037 : Ouverture des jeux Mafieux d'hiver - Cible 038 : Les jeux Mafieux d'hiver, Round 2 ! - Cible 039 : Entraînement spécial pour Yamamoto - Cible 040 : Panique au dojo - Cible 041 : Cassé - Cible 042 : Le zoo                                             |                  |                   |                   |                   |
| 6 | 2 septembre 2005 | 978-4-08-873865-9 | 14 août 2007      | 978-2-7234-5763-7 |
| Titre du volume : Le boute-en-train débarque ! Couverture : Reborn, BianchiListe des chapitres : - Cible 043 : Pique-nique sous les cerisiers - Cible 044 : Longchamp Naitô - Cible 045 : La balle de cafard - Cible 046 : Chez Longchamp - Cible 047 : Au bowling - Cible 048 : Bienvenue à Mafialand - Cible 049 : Les soldats à la tétine - Cible 050 : A fond dans l'action ! - Cible 051 : La mariée de Juin                                                                        |                  |                   |                   |                   |
| 7 | 2 décembre 2005  | 978-4-08-873888-8 | 7 novembre 2007   | 978-2-7234-5823-8 |
| Titre du volume : L'été sera chaud ! Couverture : Dino CavalloneListe des chapitres : - Cible 052 : Le tuner d'armes - Cible 053 : La cible: Tsuna! - Cible 054 : L'ouverture de la piscine - Cible 055 : Le festival Tanabata - Cible 056 : La mystérieuse disparition de Lambo - Cible 057 : Bains de mer - Cible 058 : Le festival de l'été - Cible 059 : L'angoisse de Haru - Cible 060 : Tsuna a les foies!                                                                         |                  |                   |                   |                   |
| 8 | 3 février 2006   | 978-4-08-874029-4 | 13 février 2008   | 978-2-7234-6169-6 |
| Titre du volume : Les Boys du quartier voisin Couverture : Mukuro RokudoListe des chapitres : - Cible 061 : Promotion - Cible 062 : Incursion - Cible 063 : Rokudô Mukuro - Cible 064 : Hayato Gokudera VS Chikusa Kakimoto - Cible 065 : Les évadés - Cible 066 : Le départ !! - Cible 067 : La bête dans l'ombre sort les crocs !! - Cible 068 : Bianchi vs M.M. - Cible 069 : Bird et les Jumeaux - Cible 070 : Contact                                                               |                  |                   |                   |                   |
| 9 | 4 avril 2006     | 978-4-08-874293-9 | 19 mars 2008      | 978-2-7234-6179-5 |
| Titre du volume : Une nouvelle arme ! Couverture : Tsuna SawadaListe des chapitres : - Cible 071 : Le faux Mukuro - Cible 072 : Sawada Tsunayoshi face au faux Mukuro - Cible 073 : Attaque ! - Cible 074 : Manipulation de l'esprit - Cible 075 : Pouvoirs - Cible 076 : La balle interdite - Cible 077 : Mes élèves - Cible 078 : Nouvel objet - Cible 079 : Le sang des Vongola |                  |                   |                   |                   |
| 10 | 2 juin 2006      | 978-4-08-874318-9 | 6 juin 2008       | 978-2-7234-6180-1 |
| Titre du volume : Les anneaux Couverture : BasilListe des chapitres : - Cible 080 : La flamme de Dernière Volonté - Cible 081 : La fin et après... - Cible 082 : Annonce de la prochaine tempête - Cible 083 : L'objectif du garçon - Cible 084 : Les demies bagues des Vongola - Cible 085 : Iemitsu Sawada - Cible 086 : A chacun son prof particulier - Cible 087 : Début de l'entraînement - Cible 088 : Ce qu'il ne voyait pas - Cible 089 : Contrôler la force de Dernière Volonté |                  |                   |                   |                   |

### Tomes 11 à 20
| no | Japonais        | Japonais          | Français          | Français          |
| no | Date de sortie  | ISBN              | Date de sortie    | ISBN              |
| --- | --------------- | ----------------- | ----------------- | ----------------- |
| 11 | 4 août 2006     | 978-4-08-874341-7 | 9 juillet 2008    | 978-2-7234-6442-0 |
| Titre du volume : La Varia débarque ! Couverture : Squalo Superbi, Lussuria, Levi a ThanListe des chapitres : - Cible 090 : L'avancée des Varia - Cible 091 : Le gardien de la Foudre - Cible 092 : La rencontre - Cible 093 : Avant la bataille - Cible 094 : Ryohei Sasagawa vs Lussuria - Cible 095 : Le point droit de Ryohei - Cible 096 : Le résultat du combat du Soleil - Cible 097 : Lambo vs Levi-A-Than - Cible 098 : Lambo dans 20 ans             |                 |                   |                   |                   |
| 12 | 4 octobre 2006  | 978-4-08-873691-4 | 10 septembre 2008 | 978-2-7234-6463-5 |
| Titre du volume : C'est parti pour la bataille ! Couverture : Belphégor, Mammon, Gola MoscaListe des chapitres : - Cible 099 : Le sourire de Xanxus - Cible 100 : Prince the Ripper - Cible 101 : Gokudera Hayato vs Belphegor - Cible 102 : Les couteaux du génie - Cible 103 : Les attaques sans fin - Cible 104 : Le résultat - Cible 105 : Le retour d'Hibari - Cible 106 : Le choix de Yamamoto - Cible 107 : Takeshi Yamamoto vs Superbi Squalo          |                 |                   |                   |                   |
| 13 | 4 janvier 2007  | 978-4-08-874435-3 | 18 novembre 2008  | 978-2-7234-6464-2 |
| Titre du volume : Le gardien du brouillard débarque ! Couverture : XanxusListe des chapitres : - Cible 108 : Le style Shiguresouen - Cible 109 : La mission du gardien de la Pluie - Cible 110 : Le 8e kata, Shinotsuku Ame - Cible 111 : L'issue du duel de la pluie - Cible 112 : Le gardien du brouillard - Cible 113 : L'attaque de Chrome - Cible 114 : Chrome Dokuro contre Mammon - Cible 115 : Nagi - Cible 116 : Revoilà Mukuro !                     |                 |                   |                   |                   |
| 14 | 4 mars 2007     | 978-4-08-874486-5 | 6 janvier 2009    | 978-2-7234-6514-4 |
| Titre du volume : La bataille des cieux ! Couverture : Ryohei SasagawaListe des chapitres : - Cible 117 : Trois partout - Cible 118 : Le dernier duel des gardiens - Cible 119 : Kyôya Hibari contre Gola Mosca - Cible 120 : Kyôya Hibari contre Xanxus - Cible 121 : Gola Mosca - Cible 122 : La machination de Xanxus - Cible 123 : La décision de Tsuna - Cible 124 : La convocation - Cible 125 : La bataille des cieux                                   |                 |                   |                   |                   |
| 15 | 2 mai 2007      | 978-4-08-874528-2 | 24 mars 2009      | 978-2-7234-6626-4 |
| Titre du volume : Le passage du Point Zéro Couverture : Haru Miura, Kyoko SasagawaListe des chapitres : - Cible 126 : Tsunayoshi Sawada contre Xanxus - Cible 127 : Remise sur pied des gardiens - Cible 128 : Un combat terrible - Cible 129 : Passage du Point zéro de la dernière volonté - Cible 130 : Le renouveau - Cible 131 : Colère - Cible 132 : Le Point zéro du premier parrain - Cible 133 : Blood of Vongola 2 - Cible 134 : Variabile X         |                 |                   |                   |                   |
| 16 | 3 août 2007     | 978-4-08-874566-4 | 2 mai 2009        | 978-2-7234-6627-1 |
| Titre du volume : 10 ans après ! Couverture : Gokudera Hayato adulte, Yamamoto Takeshi adulteListe des chapitres : - Cible 135 : Partie - Cible 136 : Reborn a disparu - Cible 137 : Le monde, 10 ans après - Cible 138 : La bataille, 10 ans après - Cible 139 : Camping - Cible 140 : Cachette - Cible 141 : Byakuran - Cible 142 : Réunion - Cible 143 : Résolution                                                                                         |                 |                   |                   |                   |
| 17 | 2 novembre 2007 | 978-4-08-874605-0 | 22 juillet 2009   | 978-2-7234-7024-7 |
| Titre du volume : Voilà Hibird ! Couverture : Colonnello, Lal MirchListe des chapitres : - Cible 144 : Le pouvoir des anneaux - Cible 145 : Shôichi Irie 2 - Cible 146 : Lal Mirch - Cible 147 : La flamme rouge et la flamme bleue - Cible 148 : Construction de la boîte de l'anneau - Cible 149 : Deux accident - Cible 150 : Ceux qui attendent - Cible 151 : VS Gamma - Cible 152 : Combinaison - Cible 153 : Torture                                     |                 |                   |                   |                   |
| 18 | 4 février 2008  | 978-4-08-874642-5 | 7 octobre 2009    | 978-2-7234-7036-0 |
| Titre du volume : Voilà La Version V.R. ! Couverture : Hibari Kyoya adulteListe des chapitres : - Cible 154 : Kyôya Hibari VS Gamma - Cible 155 : Retour - Cible 156 : Union - Cible 157 : Essai - Cible 158 : Succession - Cible 159 : Ver VR (Version Vongola Ring) - Cible 160 : Le mystère des boîtes - Cible 161 : 7³ - Cible 162 : Le passé - Cible 163 : Chrome Dokuro VS Glo Xinia - Cible 164 : Mukuro et Chrome                                      |                 |                   |                   |                   |
| 19 | 4 avril 2008    | 978-4-08-874675-3 | 17 février 2010   | 978-2-7234-7037-7 |
| Titre du volume : Voilà Le Soleil et le brouillard ! Couverture : Mukuro Rokudo de 10 ansListe des chapitres : - Cible 165 : Mukuro Rokudô VS Glo Xinia - Cible 166 : Ryôhei Sasagawa, 10 ans après - Cible 167 : La décision confiée - Cible 168 : Leonardo Lippi - Cible 169 : Mukuro Rokudô VS Byakuran - Cible 170 : Arme - Cible 171 : Rêve - Cible 172 : Menace - Cible 173 : Le second Empereur de la lame - Cible 174 : Le jour avant l'attaque finale |                 |                   |                   |                   |
| 20 | 4 juin 2008     | 978-4-08-874525-1 | 21 avril 2010     | 978-2-7234-7542-6 |
| Titre du volume : Voilà Le X-Burner ! Couverture : Tsuna Sawada, RebornListe des chapitres : - Cible 175 : Assaut nocturne - Cible 176 : Raid - Cible 177 : Tsunayoshi Sawada VS Dendro Chilum - Cible 178 : Destin - Cible 179 : Lal Mirch VS Ginger Bread - Cible 180 : Regret - Cible 181 : Leurre - Cible 182 : Tsunayoshi Sawada VS Strau Moscas - Cible 183 : King - Cible 184 : Vol - Cible 185 : Conclusion                                            |                 |                   |                   |                   |

### Tomes 21 à 30
| no | Japonais         | Japonais          | Français          | Français          |
| no | Date de sortie   | ISBN              | Date de sortie    | ISBN              |
| --- | ---------------- | ----------------- | ----------------- | ----------------- |
| 21 | 4 septembre 2008 | 978-4-08-874565-7 | 16 juin 2010      | 978-2-7234-7543-3 |
| Titre du volume : Le Sistema-C.A.I débarque ! Couverture : GammaListe des chapitres : - Cible 186 : VS Baishana - Cible 187 : Captif - Cible 188 : Sasagawa Ryohei VS Baishana - Cible 189 : La Base Melone - Cible 190 : VS Gamma - Cible 191 : Sasagawa Ryohei VS Gamma - Cible 192 : Sistema C.A.I - Cible 193 : Gokudera Hayato VS Gamma - Cible 194 : Sistema C.A.I・Partie 2 - Cible 195 : Uri                                                                 |                  |                   |                   |                   |
| 22 | 4 novembre 2008  | 978-4-08-874592-3 | 25 août 2010      | 978-2-7234-7544-0 |
| Titre du volume : Voilà le kata spécial du style Sôen ! Couverture : SpannerListe des chapitres : - Cible 196 : Uni & Gamma - Cible 197 : Les familles Gesso et Giglionero - Cible 198 : Genkishi - Cible 199 : Takeshi Yamamoto contre Genkishi - Cible 200 : La Brume - Cible 201 : Intrus - Cible 202 : Artifice rond - Cible 203 : Kyôya Hibari contre Genkishi - Cible 204 : La sphère d'aiguilles inversée - Cible 205 : Éveil                                 |                  |                   |                   |                   |
| 23 | 4 février 2009   | 978-4-08-874630-2 | 20 octobre 2010   | 978-2-7234-7545-7 |
| Titre du volume : Tsuna contre Genkishi ! Couverture : Tsuna, GenkishiListe des chapitres : - Cible 206 : Discipline - Cible 207 : Esprit mécanique - Cible 208 : Le X-Burner complété - Cible 209 : La flamme de l'anneau - Cible 210 : Insouciance - Cible 211 : Ruée - Cible 212 : Dernier bloc de défense - Cible 213 : Tsunayoshi Sawada contre Genkishi - Cible 214 : Surprise - Cible 215 : Loyauté                                                           |                  |                   |                   |                   |
| 24 | 3 avril 2009     | 978-4-08-874651-7 | 2 mars 2011       | 978-2-7234-7546-4 |
| Titre du volume : La Varia de 10 ans plus tard débarque ! Couverture : Fran, la VariaListe des chapitres : - Cible 216 : L'anneau de l'Enfer - Cible 217 : Hyper Explosion - Cible 218 : Arrivée - Cible 219 : La vérité - Cible 220 : Nous sommes la Varia !! - Cible 221 : La chose incroyable - Cible 222 : Belphegor et Rasiel - Cible 223 : 4 boîtes ouvertes - Cible 224 : Xanxus contre Rasiel - Cible 225 : Mixe hybride - Cible 226 : Les flammes de Xanxus |                  |                   |                   |                   |
| 25 | 3 juillet 2009   | 978-4-08-874701-9 | 20 avril 2011     | 978-2-7234-7901-1 |
| Titre du volume : Voilà les boîtes Vongola ! Couverture : La Vongola FamigliaListe des chapitres : - Cible 227 : Réel - Cible 228 : les 6 véritables Couronnes Funéraires - Cible 229 : Retour - Cible 230 : Un souffle de repos - Cible 231 : Charge - Cible 232 : Choix - Cible 233 : Cyclomoteur - Cible 234 : Monstre - Cible 235 : L'heure de l'étude commence ! Début de la course à la connaissance - Cible 236 : Boycott - Cible 237 : Confession            |                  |                   |                   |                   |
| 26 | 2 octobre 2009   | 978-4-08-874729-3 | 20 juillet 2011   | 978-2-7234-7902-8 |
| Titre du volume : L'heure du choix Couverture : ByakuranListe des chapitres : - Cible 238 : Métamorphose - Cible 239 : Le jour de la confrontation - Cible 240 : Billet - Cible 241 : Le "Choix" commence - Cible 242 : Les règles de la cible - Cible 243 : La bataille commence - Cible 244 : La boite Vongola de Tsuna - Cible 245 : Yamamoto Takeshi vs Saru - Cible 246 : La boite Vongola de Yamamoto - Cible 247 : Nouvelle partie                            |                  |                   |                   |                   |
| 27 | 4 décembre 2009  | 978-4-08-874750-7 | 21 septembre 2011 | 978-2-7234-8168-7 |
| Titre du volume : Voilà Uni ! Couverture : Tsuna, UniListe des chapitres : - Cible 248 : La fin de Genkishi - Cible 249 : Nuages noirs - Cible 250 : Resistance - Cible 251 : Le final de Choice - Cible 252 : Paradoxe phalaenopsis - Cible 253 : Paradoxe phalaenopsis 2 - Cible 254 : La visite d'Uni - Cible 255 : Décision - Cible 256 : Désir - Cible 257 : Namimori - Cible 258 : Évasion                                                                     |                  |                   |                   |                   |
| 28 | 4 mars 2010      | 978-4-08-870012-0 | 30 novembre 2011  | 978-2-7234-8169-4 |
| Titre du volume : Voilà la bataille décisive ! Couverture : Gokudera Hayato, GListe des chapitres : - Cible 259 : Le vieux Kawahira - Cible 260 : Ouverture "carnage" - Cible 261 : Les menottes - Cible 262 : Retrouvailles - Cible 263 : Coordination - Cible 264 : La veille - Cible 265 : L'aube - Cible 266 : Le bras droit - Cible 267 : Clash - Cible 268 : Une seule frappe                                                                                  |                  |                   |                   |                   |
| 29 | 30 avril 2010    | 978-4-08-870034-2 | 8 février 2012    | 978-2-7234-8737-5 |
| Titre du volume : Voilà Tsuna contre Byakuran ! Couverture : Chrome Dokuro, Daemon SpadeListe des chapitres : - Cible 269 : En 1 round - Cible 270 : Situation inextricable - Cible 271 : Rassemblement de Kokuyô - Cible 272 : Ghost - Cible 273 : Absorption - Cible 274 : La destination des flammes - Cible 275 : Tsunayoshi Sawada contre Byakuran - Cible 276 : Résonance - Cible 277 : Malchance - Cible 278 : "Mer", "Coquillage", "Arc-en-ciel"             |                  |                   |                   |                   |
| 30 | 3 août 2010      | 978-4-08-870087-8 | 4 avril 2012      | 978-2-7234-8771-9 |
| Titre du volume : Voilà de nouveaux élèves ! Couverture : Lambo, LampowListe des chapitres : - Cible 279 : Quand l'Arc-en-ciel disparait - Cible 280 : Le dernier coup - Cible 281 : Ce qu'il reste - Cible 282 : Adieu, futur - Cible 283 : Le collège Simon - Cible 284 : Nouveaux élèves - Cible 285 : Rassemblement - Cible 286 : Empathie - Cible 287 : Réunion d'urgence - Cible 288 : Escorte                                                                 |                  |                   |                   |                   |

### Tomes 31 à 40
| no | Japonais         | Japonais          | Français        | Français          |
| no | Date de sortie   | ISBN              | Date de sortie  | ISBN              |
| --- | ---------------- | ----------------- | --------------- | ----------------- |
| 31 | 4 octobre 2010   | 978-4-08-870112-7 | 4 juillet 2012  | 978-2-7234-8772-6 |
| Titre du volume : Voilà la cérémonie de succession ! Couverture : Hibari Kyôya, AlaudiListe des chapitres : - Cible 289 : Les légumes - Cible 290 : Communication - Cible 291 : Le 9e Parrain - Cible 292 : Consultation - Cible 293 : Occasion manquée - Cible 294 : Décision - Cible 295 : La cérémonie de succession - Cible 296 : Le coupable - Cible 297 : Sang - Cible 298 : Écrasés ! - Cible 299 : Talbot |                  |                   |                 |                   |
| 32 | 3 décembre 2010  | 978-4-08-870146-2 | 15 août 2012    | 978-2-7234-8773-3 |
| Titre du volume : Voilà les Vongola contre les Simon ! Couverture : Ryôhei Sasagawa, KnuckleListe des chapitres : - Cible 300 : Version up - Cible 301 : Préparatifs - Cible 302 : Poursuite - Cible 303 : Ouverture des hostilités - Cible 304 : Ryôhei Sasagawa VS Kôyô Aoba - Cible 305 : Le Vongola Gear de Soleil - Cible 306 : Les yeux - Cible 307 : Limites - Cible 308 : "Clef" - Cible 309 : Chrome Dokuro et Julie Katô - Cible 310 : Lambo! Lambo! Lambo!                                                          |                  |                   |                 |                   |
| 33 | 4 mars 2011      | 978-4-08-870187-5 | 3 octobre 2012  | 978-2-7234-8774-0 |
| Titre du volume : Voilà une ombre noire ! Couverture : Tsuna, GiottoListe des chapitres : - Cible 311 : Lambo contre Rarge Ôyama - Cible 312 : Les sentiments de Lambo - Cible 313 : Grand frère - Cible 314 : Pour qui... - Cible 315 : Hayato Gokudera contre Shitt P - Cible 316 : Larmes - Cible 317 : La colère d'Enma - Cible 318 : Au-delà du brouillard - Cible 319 : L'ombre noire - Cible 320 : Hibari est arrivééé !                                                                                                |                  |                   |                 |                   |
| 34 | 2 mai 2011       | 978-4-08-870220-9 | 6 février 2013  | 978-2-7234-9310-9 |
| Titre du volume : Voilà l'éveil ! Couverture : Yamamoto Takeshi, Asari UgetsuListe des chapitres : - Cible 321 : Kyôya Hibari contre Adelheid Suzuki - Cible 322 : Hibari seul contre 500 - Cible 323 : Les petits animaux - Cible 324 : Trahison - Cible 325 : Révolte - Cible 326 : La vérité - Cible 327 : Supplique - Cible 328 : L’ennemi à abattre - Cible 329 : Éveil achevé - Cible 330 : Retrouvailles |                  |                   |                 |                   |
| 35 | 4 août 2011      | 978-4-08-870256-8 | 3 avril 2013    | 978-2-7234-9311-6 |
| Titre du volume : Spade régénéré ! Couverture : Enma KozatoListe des chapitres : - Cible 331 : Le nouveau Cambio Forma - Cible 332 : La fierté de Tsuna - Cible 333 : Le serment - Cible 334 : Mukuro Rokudô contre D. Spade - Cible 335 : Anomalie - Cible 336 : Spade régénéré ! - Cible 337 : Le pouvoir de Spade - Cible 338 : Kyôya Hibari contre D. Spade - Cible 339 : Le duo trop naze - Cible 340 : La décision d'Enma - Cible 341 : Dilemme                                                                          |                  |                   |                 |                   |
| 36 | 4 octobre 2011   | 978-4-08-870292-6 | 19 juin 2013    | 978-2-7234-9312-3 |
| Titre du volume : Voilà la malédiction de l'arc-en-ciel ! Couverture : Reborn, les ArcobalenosListe des chapitres : - Cible 342 : Trace - Cible 343 : Le serment confié - Cible 344 : Dernier atout - Cible 345 : Éternelle Elena - Cible 346 : Puis, des sourires - Cible 347 : Mammon et la nouvelle force de combat - Cible 348 : Mammon et les nouvelles forces de combat (2) - Cible 349 : Interrogation soudaine - Cible 350 : Cauchemar - Cible 351 : Requête                                                           |                  |                   |                 |                   |
| 37 | 4 janvier 2012   | 978-4-08-870314-5 | 28 août 2013    | 978-2-7234-9313-0 |
| Titre du volume : Voilà la guerre des substituts arcobaleno ! Couverture : Tsuna, Dino, RebornListe des chapitres : - Cible 352 : Proposition - Cible 353 : Les suppléants des uns et des autres - Cible 354 : Verde et Mukuro - Cible 355 : Uni, Gamma et Byakuran - Cible 356 : Le règlement de la guerre des suppléants - Cible 357 : Le retour du père - Cible 358 : La veille de l'ouverture des combats - Cible 359 : Le jour du commencement - Cible 360 : Tsunayoshi Sawada contre Iemitsu Sawada - Cible 361 : Cadeau |                  |                   |                 |                   |
| 38 | 4 avril 2012     | 978-4-08-870388-6 | 23 octobre 2013 | 978-2-7234-9314-7 |
| Titre du volume : Voilà la levée de la malédiction ! Couverture : Tsuna, Rokudo Mukuro, Reborn, VerdeListe des chapitres : - Cible 362 : Malédiction levée - Cible 363 : Une équipe menaçante - Cible 364 : Le 2e jour - Cible 365 : La prédiction d'Uni - Cible 366 : Ouverture des combats du 2e jour ! - Cible 367 : Un seul coup - Cible 368 : 2e tir - Cible 369 : Reprise du combat - Cible 370 : Leçon - Cible 371 : Hors normes                                                                                        |                  |                   |                 |                   |
| 39 | 4 juin 2012      | 978-4-08-870419-7 | 29 janvier 2014 | 978-2-7234-9824-1 |
| Titre du volume : Le huitième bébé débarque ! Couverture : Tsuna, Xanxus, Reborn, MammonListe des chapitres : - Cible 372 : Le pouvoir de Fon - Cible 373 : Fon contre Mammon - Cible 374 : Kyôya Hibari contre Xanxus - Cible 375 : Apparition - Cible 376 : Nouvelle force en présence - Cible 377 : Assaut depuis les ténèbres - Cible 378 : Attaque-surprise - Cible 379 : Dommages - Cible 380 : Troisième jour - Cible 381 : Front uni !                                                                                 |                  |                   |                 |                   |
| 40 | 4 septembre 2012 | 978-4-08-870479-1 | 5 mars 2014     | 978-2-7234-9825-8 |
| Titre du volume : Voilà le mystère de l'arc-en-ciel ! Couverture : Byakuran, Tsuna, Uni, RebornListe des chapitres : - Cible 382 : La puissance des Vendicare - Cible 383 : La flamme de la décision - Cible 384 : L'observateur de la bataille - Cible 385 : Invitation - Cible 386 : Jour fatal et guerre des suppléants - Cible 387 : Les doutes de Reborn - Cible 388 : Dilemme - Cible 389 : Tsuna passe à l'action - Cible 390 : Indigne d'être prof - Cible 391 : Le grand rassemblement                                |                  |                   |                 |                   |

### Tomes 41 à 42
| no | Japonais        | Japonais          | Français       | Français          |
| no | Date de sortie  | ISBN              | Date de sortie | ISBN              |
| --- | --------------- | ----------------- | -------------- | ----------------- |
| 41 | 4 décembre 2012 | 978-4-08-870517-0 | 21 mai 2014    | 978-2-7234-9826-5 |
| Titre du volume : Voilà le combat contre les Vendicare ! Couverture : Enma Kozato, Tsuna, Skull, RebornListe des chapitres : - Cible 392 : Juste avant la bataille décisive - Cible 393 : La persuasion de Tsuna - Cible 394 : Le jour du choc - Cible 395 : Éliminations en chaîne - Cible 396 : La coalition - Cible 397 : Le force des Vongola - Cible 398 : Contre Jaeger - Cible 399 : Situation critique - Cible 400 : Écrasant - Cible 401 : Tsunayoshi Sawada contre Jaeger |                 |                   |                |                   |
| 42 | 4 mars 2013     | 978-4-08-870552-1 | 20 août 2014   | 978-2-7234-9827-2 |
| Titre du volume : Voilà Ciao Ciao ! Couverture : RebornListe des chapitres : - Cible 402 : Bataille hors malédiction - Cible 403 : L’ultime Dernière Volonté - Cible 404 : Le dernier poing - Cible 405 : Le passé et le futur du 7³ - Cible 406 : À l'issue de la malédiction - Cible 407 : L'ultime choix - Cible 408 : L'ultime décision - Cible 409 : Ciao Ciao ! - Le quotidien anodin de... - Tsuna, le maître des monstres !                                                 |                 |                   |                |                   |

### Shueisha BOOKS
1. 1 2  Tome 1
2. 1 2  Tome 2
3. 1 2  Tome 3
4. 1 2  Tome 4
5. 1 2  Tome 5
6. 1 2  Tome 6
7. 1 2  Tome 7
8. 1 2  Tome 8
9. 1 2  Tome 9
10. 1 2  Tome 10
11. 1 2  Tome 11
12. 1 2  Tome 12
13. 1 2  Tome 13
14. 1 2  Tome 14
15. 1 2  Tome 15
16. 1 2  Tome 16
17. 1 2  Tome 17
18. 1 2  Tome 18
19. 1 2  Tome 19
20. 1 2  Tome 20
21. 1 2  Tome 21
22. 1 2  Tome 22
23. 1 2  Tome 23
24. 1 2  Tome 24
25. 1 2  Tome 25
26. 1 2  Tome 26
27. 1 2  Tome 27
28. 1 2  Tome 28
29. 1 2  Tome 29
30. 1 2  Tome 30
31. 1 2  Tome 31
32. 1 2  Tome 32
33. 1 2  Tome 33
34. 1 2  Tome 34
35. 1 2  Tome 35
36. 1 2  Tome 36
37. 1 2  Tome 37
38. 1 2  Tome 38
39. 1 2  Tome 39
40. 1 2  Tome 40
41. 1 2  Tome 41
42. 1 2  Tome 42

### Glénat Manga
1. 1 2  Tome 1
2. 1 2  Tome 2
3. 1 2  Tome 3
4. 1 2  Tome 4
5. 1 2  Tome 5
6. 1 2  Tome 6
7. 1 2  Tome 7
8. 1 2  Tome 8
9. 1 2  Tome 9
10. 1 2  Tome 10
11. 1 2  Tome 11
12. 1 2  Tome 12
13. 1 2  Tome 13
14. 1 2  Tome 14
15. 1 2  Tome 15
16. 1 2  Tome 16
17. 1 2  Tome 17
18. 1 2  Tome 18
19. 1 2  Tome 19
20. 1 2  Tome 20
21. 1 2  Tome 21
22. 1 2  Tome 22
23. 1 2  Tome 23
24. 1 2  Tome 24
25. 1 2  Tome 25
26. 1 2  Tome 26
27. 1 2  Tome 27
28. 1 2  Tome 28
29. 1 2  Tome 29
30. 1 2  Tome 30
31. 1 2  Tome 31
32. 1 2  Tome 32
33. 1 2  Tome 33
34. 1 2  Tome 34
35. 1 2  Tome 35
36. 1 2  Tome 36
37. 1 2  Tome 37
38. 1 2  Tome 38
39. 1 2  Tome 39
40. 1 2  Tome 40
41. 1 2  Tome 41
42. 1 2  Tome 42